# 卡斯珀·海邁萊寧
卡斯珀·海邁萊寧（芬蘭語：Kasper Hämäläinen；1986年8月8日—）是一位芬蘭足球運動員。在場上的位置是攻擊型中場。他現在效力於芬甲球隊圖爾庫足球俱樂部。他也代表芬蘭國家足球隊參加賽事。